# 北越第一ビル
北越第一ビル（ほくえつだいいちビル）は、新潟市中央区東大通1丁目にある、オフィスビルである。

## 概要
1977年12月竣工。2004年耐震補強工事を行なった。

## 沿革
- 1977年（昭和52年）12月：竣工。
- 2004年（平成16年）：耐震補強工事施工

## 施設
- 阪急交通社新潟支店
- デンソーソリューション関東支社新潟支店
- New work
- 三井物産新潟支店
- 日本トリム新潟営業所

## 関連
- 新潟日報メディアシップ

- メットライフ新潟テレコムビル

- INPEX新潟ビルディング